# 罗孚K系列发动机
罗孚K系列发动机是由MG罗孚集团的动力部门Powertrain Ltd制造的一系列内燃机。
该发动机为直列四缸，以SOHC和DOHC两种形式制造，功率从1.1至1.8 L；67.9至109.6 cu in（1,113至1,796 cc）不等。

## 设计和历史

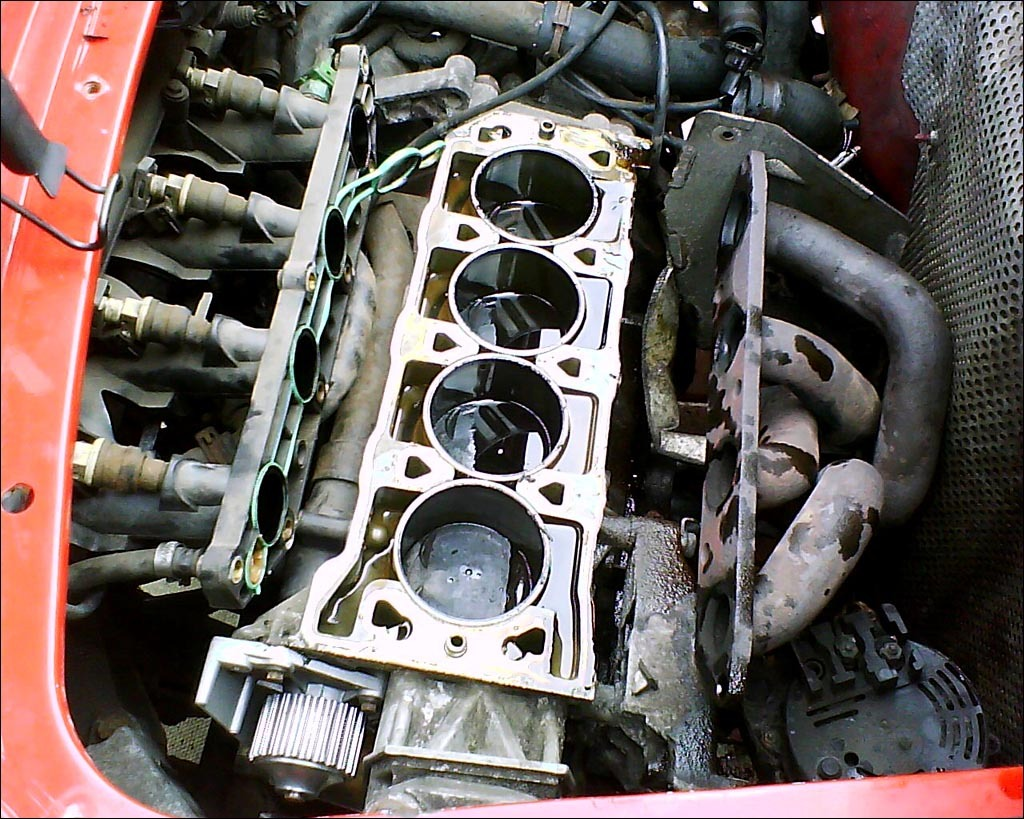
4缸16气门的一台DOHC的K系引擎

K系列于1988年由罗孚集团推出用在罗孚200轿车的动力总成。
K系列引擎是East Works和Cofton Hackett的新工厂的第二次大批量生产的低压砂铸（LPS）技术引擎。

LPS工艺将液态铝从下方泵入化学粘合的砂模中。这减少了氧化物夹杂物，使铸造率达到90%左右，而传统的重力铸造工艺只有60%。
该工艺避免了铸造铝部件的许多固有问题，因此可以降低铸件壁厚，提高强度重量比。
然而，该工艺需要使用经过热处理的LM25材料，这使得发动机过热会导致材料退火、引擎失效。
一些装有K系列发动机的罗孚车（尤其是中置发动机布局的MGF）使用的发动机舱布局使得进气歧管下方经常发生的冷却液泄漏可能不会被发现，直到机头受到严重损坏。
K系铝制发动机缸体安装有旋铸铁缸套，最初由GKN的Sheepbridge Stokes of Chesterfield制造，但后来（2000年前后）被Goetze制造的缸套所取代。
该发动机最初有1.1升单顶置凸轮和1.4升双顶置凸轮两种版本。
但由于本田在与罗孚的合作关系结束后、宝马接管之前不再向罗孚提供发动机，罗孚无中型排列发动机可用，于是将K系列的设计扩大到1.6和1.8升。
这是通过使用更大直径的汽缸套和增加冲程来实现的。这一改变需要重新设计缸体，拆除缸体的顶板，并将"湿式"内衬改为"半湿式"内衬。
2001年之前，发动机上安装的塑料节气门体由SU化油器公司制造。
4缸发动机通过长通螺栓将各部件夹层固定在一起，使发动机处于压缩状态，不过这种结构并不陌生，从第一次世界大战开始就被用于早期的轻型战斗机发动机。它也曾被用于摩托车发动机和凯旋汽车的 "Sabrina "赛车发动机中。
用螺栓固定在普通四缸缸体上的两种类型的缸盖被命名为K8（8气门）和K16（16气门）。后来的缸盖设计还采用了罗孚设计的可变气门控制（VVC）装置（源自已过期的AP专利）。这样可以在不影响低速扭矩和灵活性的情况下开发更多的动力。VVC系统不断地改变进气凸轮周期，从而实现了非常灵活的驱动：VVC K系列发动机的扭矩曲线在整个转速范围内几乎是平坦的，而且在转速限制器于7,200转/分启动之前，功率稳定攀升，没有任何下降。
在2005年MG罗孚倒闭之后，中国汽车制造商南京汽车（NAC）收购了MG罗孚的资产，并获得了长桥工厂以及包括K系列发动机在内的许多设计的知识产权和生产工具。在Lotus工程公司的帮助下，NAC继续生产N系列引擎即K系列的改进版，在原有的模具基础上重新设计了头垫和油轨。这款发动机在英国重新推出的MG TF以及在中国推出的MG3 SW和MG7上都有应用。N系列发动机从未安装在MG 6上。当2011年MG TF停产时，N系列也随之停产了。
南汽之外，上汽也在MG罗孚倒闭时购买了MG罗孚的多项设计权和蓝图。虽然上汽拥有必要的技术，但却没有任何现成的生产工具，因此不得不对K系发动机进行逆向工程并改进。上汽集团委托了Ricardo 2010咨询公司在多个方面对发动机进行改进，包括重新设计水头，以改善水路和缸体刚性。上汽版本在生产中使用了所有新的工具，材料的质量和铝铸造工艺的质量比N系列有了更大的更新。上汽将改良版K发动机用于荣威550、荣威750车型。
南汽被上汽合并后，上汽版K系发动机装配给了MG 6。

## 气门

### K8
早期的K8发动机使用的是单SU KIF化油器，带有手动扼流圈和安装在凸轮轴末端的无断路器分电器。1994年罗孚100上市后，MEMS单点喷射成为标准配置。

### K16
K16车型使用的是MEMS传感器，1990年至1994年使用的是1.6 ECU，1995年以后使用的是1.9 ECU，有单点式和多点式两种形式，单线圈在发动机缸体后部，分电器盖和转子臂在进气凸轮轴末端。在VVC发动机上使用了MEMS 2J，用于控制可变气门控制和无分电器点火系统，之所以使用MEMS 2J，是因为发动机两端有凸轮轴传动带。随着1999年罗孚25和罗孚45的推出，MEMS 3被引入，采用双线圈和顺序喷射。

## 型号

### 1100

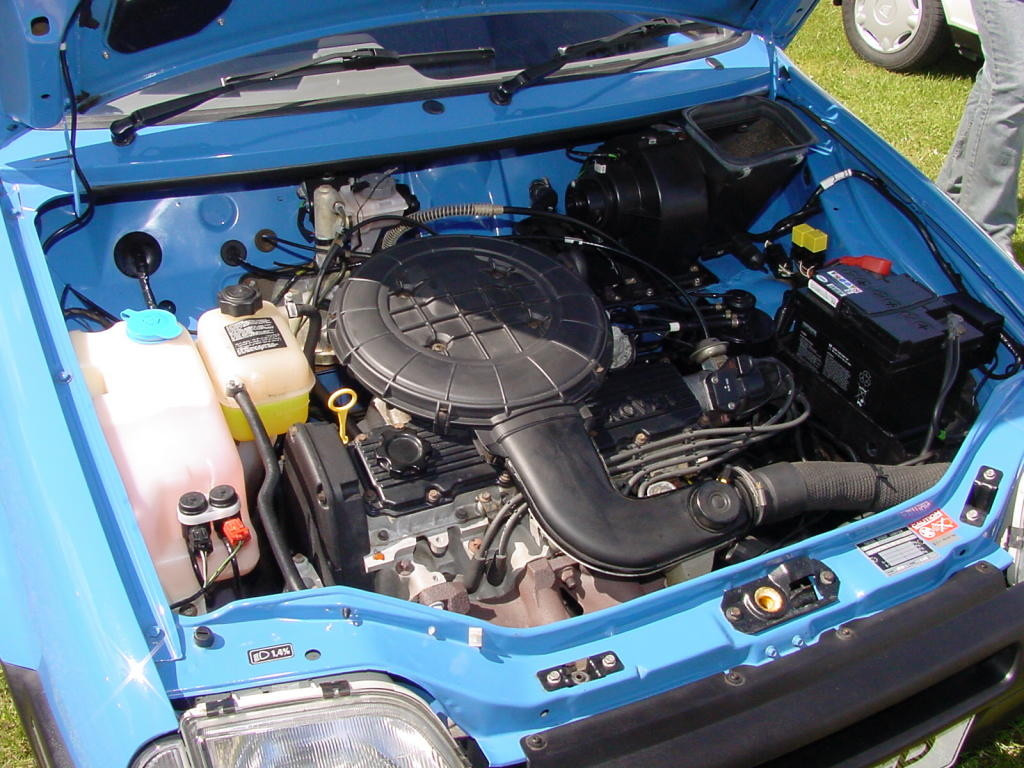
1.1升化油器版本罗孚Metro Quest

1100的排量是1.1 L；67.9 cu in（1,113 cc），缸径X冲程是75 mm × 63 mm，四种版本是
- SOHC K8 8气门化油器, 60 PS（44 kW；59 hp）
- SOHC K8 8气门单点直喷, 60 PS（44 kW；59 hp）
- SOHC K8 8气门多点直喷, 60 PS（44 kW；59 hp）
- DOHC K16 16气门多点直喷, 75 PS（55 kW；74 hp）

装配型号：
- 罗孚Metro、罗孚100
- 罗孚200
- 罗孚25

### 1400

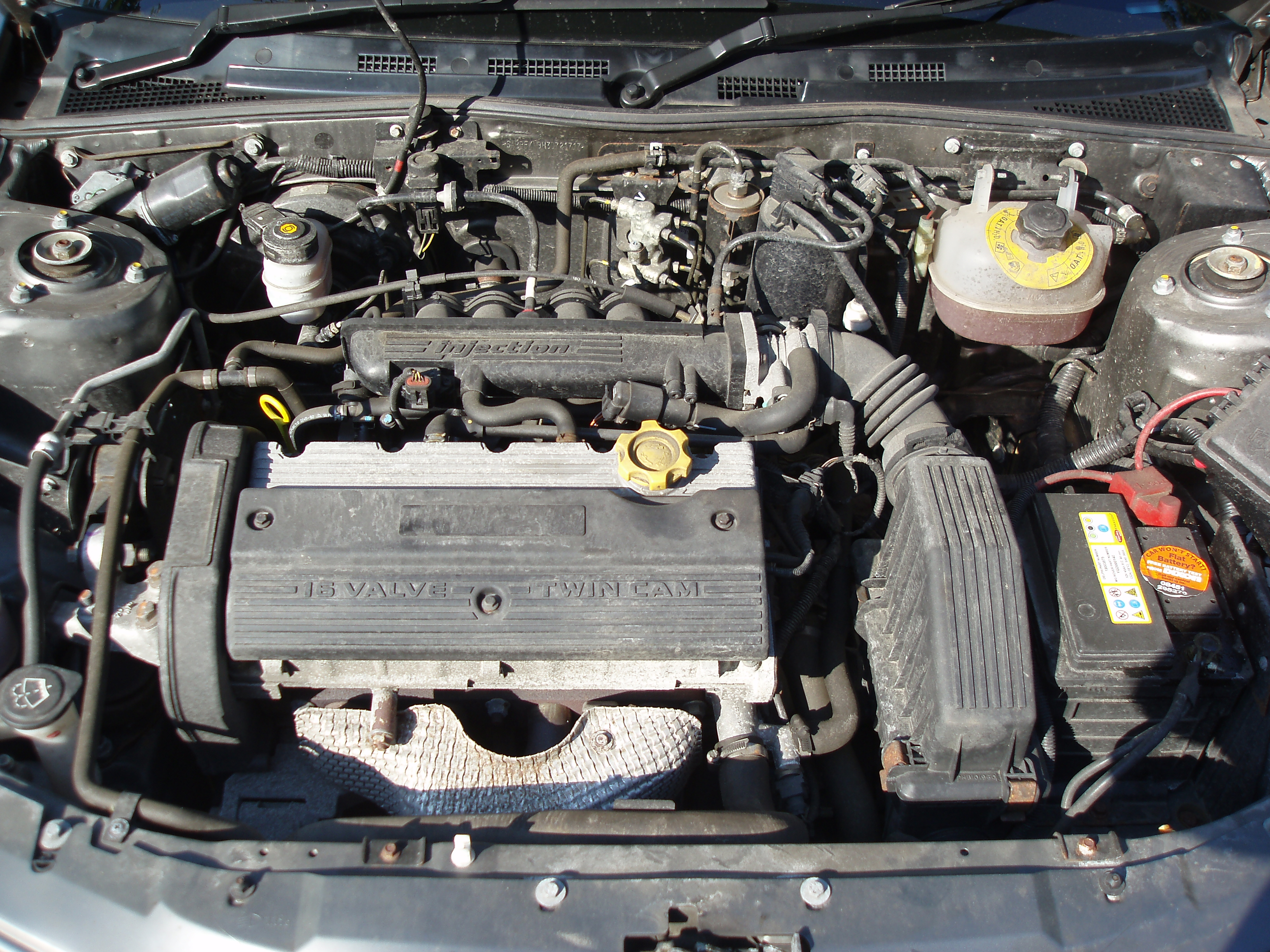
1.4升DOHCK系列引擎，MG ZR

代号14K2F (8V), 14K4F (16V), 14K16 (16V)
1400排量1.4 L；85.2 cu in（1,396 cc），6个版本是
- SOHC K8 8气门化油器, 75 PS（55 kW；74 hp）
- SOHC K8 8气门单点直喷, 75 PS（55 kW；74 hp）
- SOHC K8 8气门多点直喷, 75 PS（55 kW；74 hp）
- DOHC K16 16气门单点直喷, 90 PS（66 kW；89 hp）
- DOHC K16 16气门多点直喷, 83 PS（61 kW；82 hp）
- DOHC K16 16气门多点直喷, 103 PS（76 kW；102 hp）

K16 82 hp（61 kW；83 PS） 版本和103 PS（76 kW；102 hp）版本几乎完全一致，唯一区别是节气门体加了限位阀，旨在降低汽车的动力输出和保险组别。
车主直接改装节气门即可获得103 PS（76 kW；102 hp）动力输出。
装备车型：
- 罗孚Metro
- 罗孚100
- 罗孚200
- 罗孚25
- 罗孚400
- 罗孚45
- 罗孚Streetwise
- MG ZR
- MG ZS – 爱尔兰和葡萄牙专供
- Caterham Seven
- GTM Libra
- GTM K3
- FSO Polonez Caro/Atu
- Reliant Scimitar Sabre

### 1600
代号: 16K4F
1600排量1.6 L；96.9 cu in（1,588 cc），装备有DOHC, 16气门、多点直喷，两个版本分别是
- 109 PS（80 kW；108 hp）
- 111 PS（82 kW；109 hp）

装备有1600的车款是:
- 罗孚 200
- 罗孚25
- 罗孚Streetwise
- 罗孚400
- 罗孚45
- MG ZS
- MG F
- MG TF
- Caterham Seven
- Caterham 21

### 1800

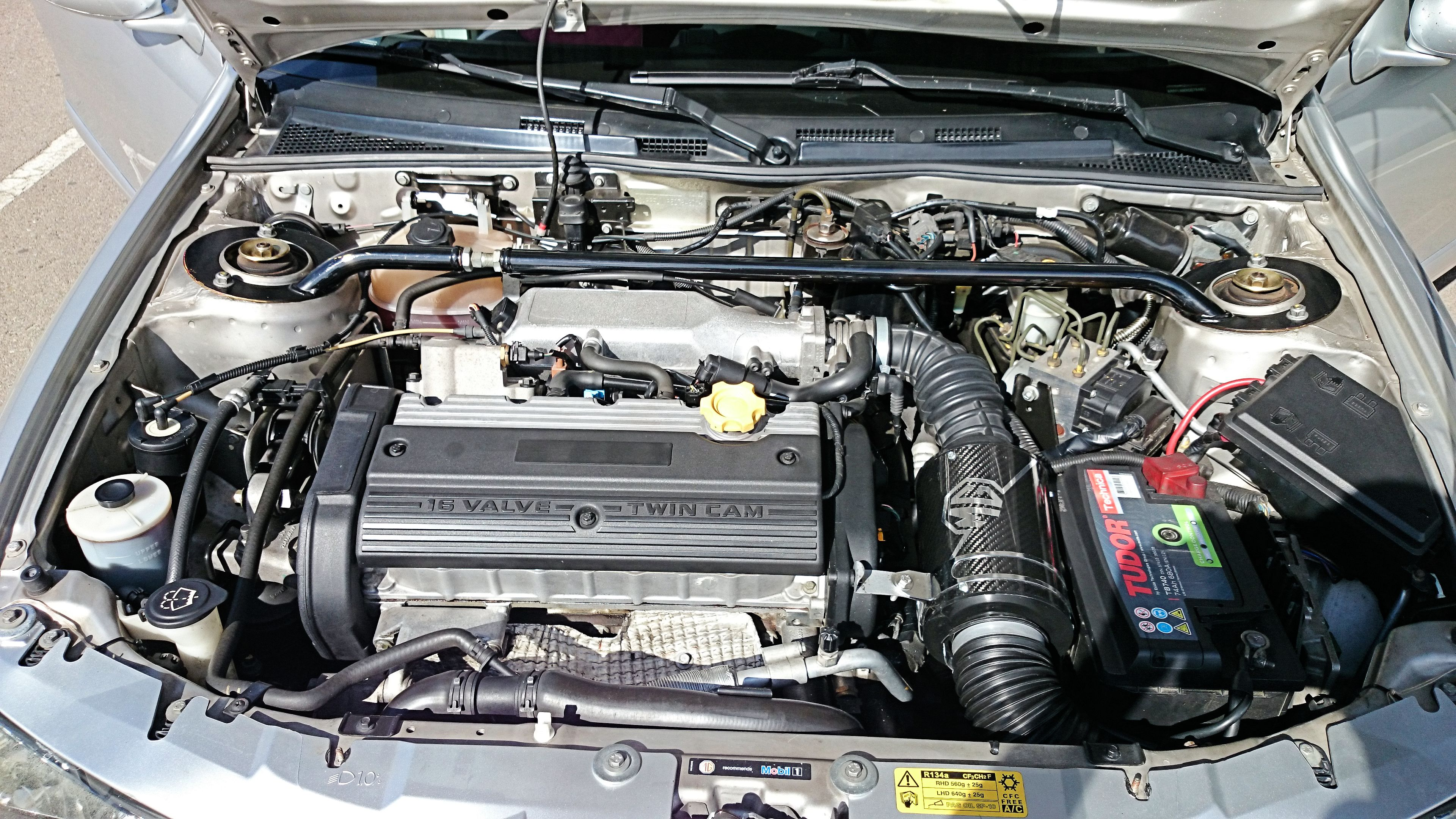
MG ZR 160 1.800cc TRON 2.0 MKII 2004 DOHC K-series 160 HP VVC engine in a MG ZR

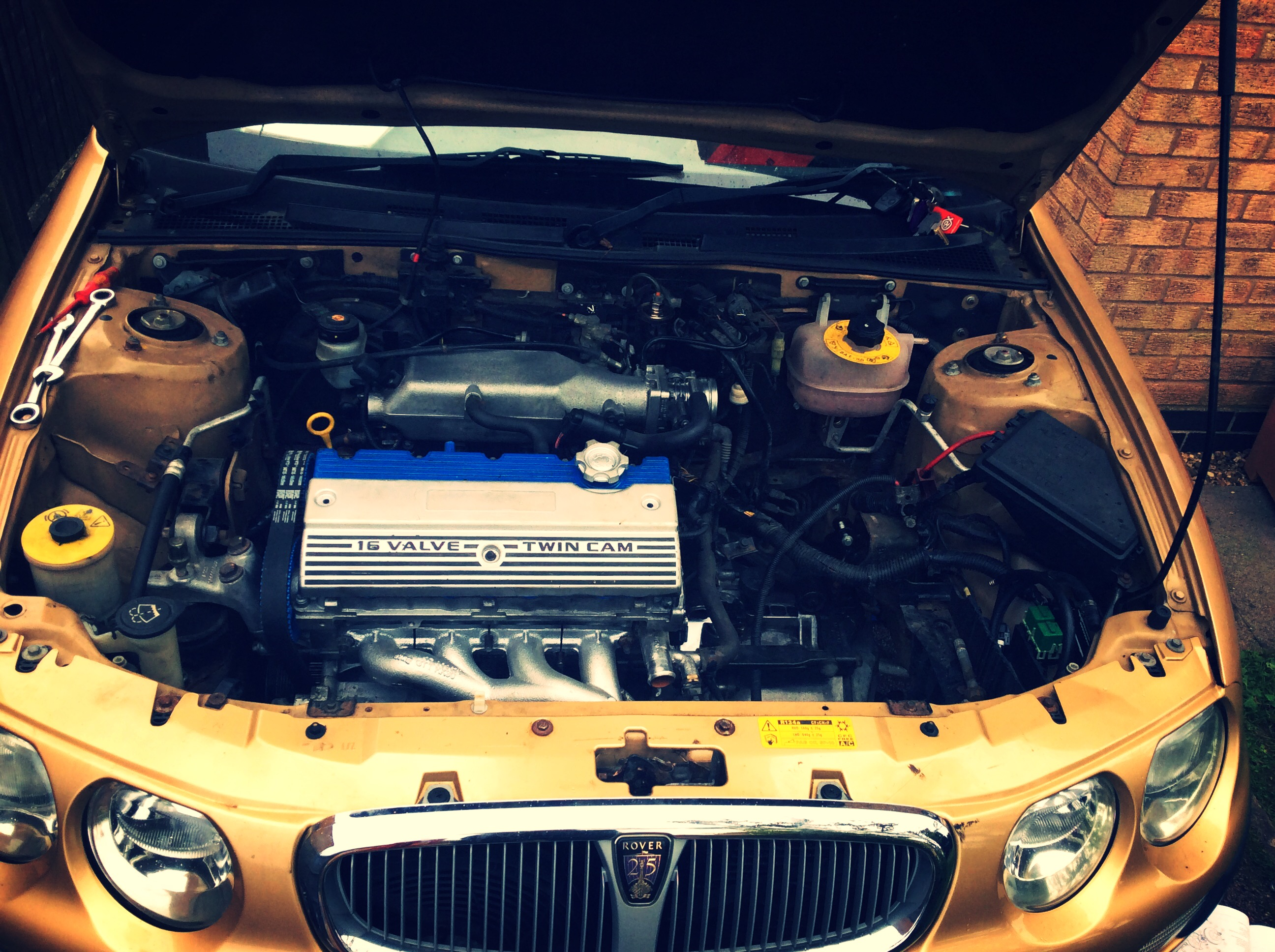
K-series turbo in a 罗孚 25

引擎代码: 18K4F (16V non-VVC), 18K4K (VVC版本)
1.8是全系最大排量。1800排量1.8 L；109.6 cu in（1,796 cc），缸径X冲程是80 mm × 89.3 mm（3.15英寸 × 3.52英寸），双顶置凸轮轴、多点直喷。
Non-VVC (18K4F):

自然进气:

基础版引擎输出120 bhp（122 PS；89 kW） @ 5600 rpm、
124 lb·ft（168 N·m） @ 3500 rpm 扭矩。修改版输出136 PS（100 kW；134 hp） @ 6750 rpm/ 165 N·m（122 lb·ft） @ 3000 rpm，仅用在MG TF
| 年份    | 车型           |
| ------- | -------------- |
| 1995-99 | 罗孚200        |
| 1999-05 | 罗孚25         |
| 1999-05 | 罗孚45         |
| 1998-05 | 罗孚75         |
| 2003–05 | 罗孚Streetwise |
| 2001-05 | MG ZR          |
| 2001-05 | MG ZS          |
| 2001-05 | MG ZT          |
| 1995–05 | MG F           |
| 1997–06 | 路虎Freelander |
| 1996-05 | Caterham Seven |
| 1996–99 | Caterham 21    |

涡轮增压版:

1.8增压版旨在替代老旧的2.0罗孚KV6引擎以符合燃油经济性和排放要求。输出马力是150至160 PS（110至118 kW；148至158 hp）
- 2000-2005 罗孚75
- 2001-2005 MG ZT

VVC (18K4K):

VVC版本有三款:

- 早期VVC版输出143 hp（107 kW；145 PS） @ 7000 rpm / 174 N·m（128 lb·ft） @4500 rpm

| 年份    | 车型           |
| ------- | -------------- |
| 1995-99 | 罗孚200        |
| 1995-99 | 罗孚200 Coupe  |
| 1999-05 | 罗孚25         |
| 1995–05 | MG F / MG TF   |
| 1996-05 | Caterham Seven |
| 1996–99 | Caterham 21    |

- 罗孚在后期版本中修改了VVC程序，产出158 hp（118 kW；160 PS） @ 7000 rpm / 174 N·m（128 lb·ft） @4700 rpm

| 年份    | 车型           |
| ------- | -------------- |
| 2001-05 | MG ZR          |
| 2001-05 | MG ZS          |
| 2001-05 | MG ZT          |
| 1995–05 | MG F / MG TF   |
| 1996-05 | Caterham Seven |
| 1996–99 | Caterham 21    |

- VHPD – 极高性能衍生品，177或192 PS（130或141 kW；175或189 hp） 莲花汽车制造，未经罗孚帮助。该版本使用VVC独特的缸盖铸件(类似VVC铸件)，有大气门，但凸轮正时固定[5][6]。

| 年份    | 车型           |
| ------- | -------------- |
| 1996-06 | Lotus Elise    |
| 2000-04 | Lotus Exige    |
| 2000    | Lotus 340R     |
| 1996-05 | Caterham Seven |
| 1996–99 | Caterham 21    |

## 上汽Kavachi引擎
Kavachi发动机是罗孚K系列的大改进版，采用了不同的涡轮和变速箱，改进了缸盖垫片，加强了缸体。上汽使用了英国咨询工程公司Ricardo plc是赛车发动机设计方面的专家，他们受委托不仅对发动机进行了重新设计，而且对制造工艺也进行了重新设计，Kavachi发动机因而有良好的可靠性。它只有1.8 L；109.6立方英寸（1796 cc）的版本。

## 延伸阅读
- . Rover K Series. MG Rover Group.
- Hammill, Des. . CP Press. 2008. ISBN 978-1-84155-688-8.

1. ↑  LPS工艺的第一次批量生产是在South Works生产的M-16气缸盖，位于前锻造厂附近。
2. ↑  . Modus Engine Services.   [2021-04-12]. （原始内容存档于2021-04-12） （英语）.
3. ↑  .   [2021-04-12]. （原始内容存档于2021-04-12）.
4. 1 2  . www.mginfo.co.uk.   [2021-04-12]. （原始内容存档于2018-01-08）.
5. ↑  admin. .   [2021-04-12]. （原始内容存档于2021-04-12） （英语）.
6. ↑  . www.sandsmuseum.com.   [2021-04-12]. （原始内容存档于2021-04-12）.